# Horatio Nelson
Horatio Nelson (født 29. september 1758, død 21. oktober 1805), også kendt som Lord Nelson, var en britisk admiral. Han regnes for en af Englands nationalhelte.
Hans far var anglikansk præst. Moderen døde, da han var ni år gammel. Allerede som 12-årig gik han, støttet af sin morbror, ind i flåden. Som 20-årig var han avanceret til kaptajn.
Han giftede sig 11. marts 1787 med enken Fanny Nesbit. Med elskerinden Emma Hamilton fik han en datter, Horatia.
Nelson slog den franske flåde ved Abukir i Egypten og blev adlet som baron af Nilen.
Nelson deltog som viceadmiral særdeles selvstændigt i Slaget på Reden, hvor han påførte Danmark store tab. 
Han vandt igen en stor sejr i Slaget ved Trafalgar, men blev selv dræbt på sit flagskib Victory og blev begravet i St Paul's Cathedral i London. På Trafalgar Square i London er rejst en søjle til minde om ham.